# Simulium prominentum
Simulium prominentum är en tvåvingeart som beskrevs av Chen och Zhang 2002. Simulium prominentum ingår i släktet Simulium och familjen knott.
Artens utbredningsområde är Guizhou (Kina). Inga underarter finns listade i Catalogue of Life.